# Voleibol nos Jogos Pan-Americanos Júnior
O voleibol  será integrado ao programa da I edição dos  Jogos Pan-Americanos Júnior , incialmente prevista para ocorrer no período de 5 a 19 de junho de 2021, e em virtude da Pandemia de COVID-19, houve adiamento dos Jogos Olímpicos de Verão de 2020 para o período de 23 de julho a 8 de agosto de 2021 e dos Jogos Paralímpicos de Verão de 2020 para o período de 24 de agosto a 5 de setembro, diante desses fatos a PanAm Sports divulgou em 13 de agosto de 2020, o adiamento das competições para os dias 9 e 19 de setembro, devido ao novo calendário de ambos eventos. Na data de 13 de maio de 2021, a PanAm Sports e o Comitê Olímpico Colombiano tornou público o segundo adiamento dos jogos, previsto para 26 de novembro a 5 de dezembro de 2021, alegando-se maior prazo para imunização dos grupos prioritários nos países participantes. O objetivo da realização do evento é a preparação de atletas jovens para os Jogos Olímpicos de Verão de 2024.

## Eventos
| Eventos   | 21 |
| --------- | -- |
| Masculino | d  |
| Feminino  | d  |

## Quadro de medalhas

### Masculino
| Ordem | País      | Medalha de ouro | Medalha de prata | Medalha de bronze | Total |
| ----- | --------- | --------------- | ---------------- | ----------------- | ----- |
| 1     | Brasil    | 1               | 0                | 0                 | 0     |
| 2     | México    | 0               | 1                | 0                 | 1     |
| 3     | Argentina | 0               | 0                | 1                 | 0     |

### Feminino
| Ordem | País                 | Medalha de ouro | Medalha de prata | Medalha de bronze | Total |
| ----- | -------------------- | --------------- | ---------------- | ----------------- | ----- |
| 1     | Brasil               | 2               | 0                | 0                 | 2     |
| 2     | Peru                 | 0               | 1                | 0                 | 1     |
| 2     | México               | 0               | 1                | 0                 | 1     |
| 3     | Argentina            | 0               | 0                | 1                 | 1     |
| 3     | República Dominicana | 0               | 0                | 1                 | 1     |

### Geral
| Ordem | País                 | Medalha de ouro | Medalha de prata | Medalha de bronze | Total |
| ----- | -------------------- | --------------- | ---------------- | ----------------- | ----- |
| 1     | Brasil               | 3               | 0                | 0                 | 3     |
| 2     | México               | 0               | 2                | 0                 | 2     |
| 2     | Argentina            | 0               | 0                | 2                 | 2     |
| 3     | Peru                 | 0               | 1                | 0                 | 1     |
| 3     | República Dominicana | 0               | 0                | 1                 | 1     |